# 王又曾
王又曾（1927年3月5日—2016年5月27日），男，湖南長沙人，台灣通緝犯，曾是台灣力霸企業集團的董事長、中華民國全國商業總會榮譽理事長，曾擔任中國國民黨中央常務委員及總統府國策顧問，後於2007年因涉掏空、背信、洗錢、內線交易等經濟犯罪，被國民黨開除黨籍以及陳水扁政府解除其國策顧問一職。王隨後逃亡美國，是台灣「十大通緝經濟罪犯要犯」之一。
2016年5月27日，王又曾搭乘妻子王金世英開的車，於美國10號州際公路陷入五輛車連環追撞的車禍中，當場死亡。

## 生平
1927年，王又曾出生于湖南长沙，十几岁时投靠舅舅的百货店当学徒。18岁从事日用品、棉纱批发。
1949年，王又曾隨著中華民國政府播遷來臺，据传当时已有二百两黄金的资产；抵台后，资助一百两黄金借朋友用于经营毛巾生意后，但其朋友经营不善倒闭，由王又曾接手。此外，他曾經開設軍中樂園，在台北創辦仙樂斯舞廳，並與駐唱歌手王金世英（金晶）結婚。曾擔任舞廳同業公會理事長。
一般认为，王又曾发迹是因为结识曾担任过嘉面、力霸公司董事长的翁明昌（即华隆集团董事长翁大铭的父亲）。1977年，翁明昌猝然去世，当时翁大铭年仅27岁，因不敌王又曾的势力，失去了力霸及嘉面两家公司的经营权。从此王又曾迅速扩充事业版图，1982年，开设力霸百货，1986年，成立力霸饭店。1992年，政府开放新银行执照，王又曾立刻开设中华银行，接着买下友联产险等金融周边事业。
王又曾對外自稱力霸集團創辦人，旗下有紡織、流通、媒體、金融、保險、飯店、食品、百貨、水泥、建設、房仲等產業，成為台灣知名企業家。
1990年至2000年間，擔任中國國民黨中央常務委員。2000年總統大選結束後，宋楚瑜、張昭雄支持者從19日凌晨群聚國民黨中央黨部及李登輝總統官邸，要求李登輝下台為選舉負責。下午二時四十分，中央黨部前聚集二、三千名群眾圍住中央黨部南北兩側停車場出入口及大樓門口，群眾情緒失控，時任中常委王又曾抵達黨部後亦遭群眾追打，王又曾在情急之下攀爬黨部旁仁信郵局圍牆欄杆躲近中央黨部。
2000年5月，王又曾獲新任總統陳水扁聘為無給職國策顧問，陳水扁任內11次出訪，他隨行7次。
2007年1月，因力霸集團聲請重整引發金融風波。案发前，王又曾突然以旗下企业的名义向中华银行贷款新台幣8亿元，然后又迅速将资金汇出台湾，因此中華民國政府怀疑他是有预谋地进行。根据中华民国政府掌握的情况，提供新台幣8亿元贷款的是中华银行台北仁爱分行，仁爱分行拨付新台幣8亿元后，资金随即被转出。當月，王又曾於力霸集團爆發財務危機並申請重整後，以養病為由與妻子王金世英避居上海。1月13日，又轉往美國。在此同時，台灣檢調調查王又曾是否涉嫌掏空或內線交易等金融弊端，初步調查後認為王又曾涉嫌重大。由於王又曾夫婦遲遲不願回台針對相關案情說明，因此台北地檢署已經於1月15日對王又曾夫婦發出通緝令，有效期限為2031年5月，並將兩人列為行政院「十大通緝要犯」，王又曾夫婦的護照也遭中華民國外交部撤銷。2月2日，王又曾夫婦搭機抵達新加坡，企圖逃往緬甸，遭新加坡海關攔截留置。新加坡原欲將王又曾夫婦遣返台灣，但王又曾夫婦大鬧機場不肯就範，新加坡最後將王又曾夫婦遣返美國。王又曾因未持有有效旅行文件及美國簽證，因此在洛杉磯遭到美國移民局留置於聖佩卓拘留中心，直至美西時間8月7日下午四時釋放；王金世英則因擁有美國護照而順利入境美國。3月8日，台北地檢署依背信、洗錢、內線交易等14項罪名起訴王又曾等107人，王又曾被求處有期徒刑30年及罰款新台幣17億1,000萬元，王金世英則被求處有期徒刑28年及罰款新台幣7億1千萬元。
王又曾在美國雖無資產，不過兒子王令興名下有三棟房產，王金世英也有安利銀行八成股權，資產估計超過4,000萬美元，約合新台幣12億元。王又曾在美國過著悠閒生活，多次被媒體目擊外出享美食、逛超市、做足浴按摩、到夜總會與小姐跳舞。
2016年5月27日凌晨1時9分，發生5輛汽車追撞的連環車禍，其中包括王又曾乘坐由他妻子王金世英駕駛的奧迪（Audi）A8，王又曾當場慘死。屍體在事後被加州交通廳的工作人員從燒焦的車體殘骸中拖出，死因註明為因車禍劇烈創傷（traumatic injuries）。

## 家族
王又曾有四名妻妾，共育有6子、2女，幾乎全數在家族企業內任職並且陸續接棒，除三子外皆被求以重刑，分別為：
| 配偶                     | 子女                                                         | 結果                              |
| 大房：陳氏               | 王令台（長子，中華商銀董事長/力華票券董事長）                | 判決：判刑20年，併科罰金7億       |
| 大房：陳氏               | 王令甫（三子，自立門戶）                                     | 判決：無                          |
| 二房：陳佩芳             | 王令一（次子，嘉新食品化纖公司）                             | 判決：20年有期徒刑，併科罰金10億  |
| 二房：陳佩芳             | 王令麟（四子，力霸友聯全線，後更名東森媒體集團）             | 判決：18年有期徒刑，併科罰金7億   |
| 三房：楊麗卿             | 王令楣（長女，衣蝶百貨、台北皇冠飯店，均已經售出）           | 判決：18年有期徒刑，併科罰金1.5億 |
| 三房：楊麗卿             | 王令可（么女，中華商銀，已經被滙豐銀行購併）                 | 判決：10年有期徒刑，併科罰金1億   |
| 四房：王金世英（即金晶） | 王令僑（五子，中華商銀，已經被滙豐銀行購併）                 | 判決：13年有期徒刑，併科罰金3億   |
| 四房：王金世英（即金晶） | 王令興（么子，猿人在線股份有限公司、翊豐資產管理股份有限公司） | 判決：3年6個月有期徒刑            |